# Юстинувка (Мазовецьке воєводство)
Юстинувка (пол. Justynówka) — село в Польщі, у гміні Ясенець Груєцького повіту Мазовецького воєводства.
Населення — 29 осіб (2011).
У 1975—1998 роках село належало до Радомського воєводства.

## Демографія
Демографічна структура станом на 31 березня 2011 року:
|          | Загалом | Допрацездатний вік | Працездатний вік | Постпрацездатний вік |
| -------- | ------- | ------------------ | ---------------- | -------------------- |
| Чоловіки | 13      | 5                  | 8                | 0                    |
| Жінки    | 16      | 6                  | 8                | 2                    |
| Разом    | 29      | 11                 | 16               | 2                    |